# Maremma amara
Maremma amara è una canzone popolare toscana.

## Storia
La canzone risale ai primi decenni dell'Ottocento, quando si cominciò a progettare la bonifica della Maremma, allora paludosa e malsana.
L'autore del testo è sconosciuto, così come non è noto il creatore del modulo musicale che risale, probabilmente, a un'epoca ancora più antica.
Si può tuttavia notare come tale modulo musicale, lo stesso, sia stato adoperato per accompagnare anche un'altra celebre canzone nata più o meno in quel medesimo periodo storico, Partire partirò di Anton Francesco Menchi.

## Incisioni
La canzone venne "riscoperta" negli anni sessanta dalla musicologa e cantante fiesolana Caterina Bueno.
Nello stesso periodo venne ripresa anche da I Gufi e, successivamente, da Amália Rodrigues, da Riccardo Marasco, da Maria Carta, da Gianna Nannini e da Nada.